# روبرتا ريس
روبرتا ريس (بالإنجليزية: Roberta Rees)‏ (1954)؛ كاتِبة، شاعرة وروائية كندية. درست في جامعة كالغاري.